# Epiplema inhians
Epiplema inhians är en fjärilsart som beskrevs av W. Warren 1896. Epiplema inhians ingår i släktet Epiplema och familjen Uraniidae. Inga underarter finns listade i Catalogue of Life.